# Edmond Bailly
Edmond Bailly – szwajcarski piłkarz występujący na pozycji napastnika.

## Kariera klubowa
W trakcie kariery Bailly reprezentował barwy Servette FC, z którym w 1928 roku zdobył Puchar Szwajcarii.

## Kariera reprezentacyjna
W reprezentacji Szwajcarii zadebiutował 17 kwietnia 1927 w przegranym 0:1 towarzyskim meczu z Hiszpanią.
W 1928 roku został powołany do drużyny na letnie igrzyska olimpijskie, podczas których wystąpił w jedynym meczu Szwajcarii na tym turnieju, w pierwszej rundzie z Niemcami (0:4).
W latach 1927–1928 w drużynie narodowej rozegrał siedem spotkań.